# Морозов, Николай Владимирович
Николай Владимирович Морозов (род. 4 июня 1944) — советский хоккеист, защитник. Мастер спорта СССР. Хоккейный судья всесоюзной и международной категорий.

## Биография
Воспитанник ЦСКА. В составе клуба обладатель Кубок СССР 1961 (участвовал во втором финальном матче), серебряный призёр молодёжного чемпионата СССР 1962/63. Выступал за команды СКА Куйбышев (1963/64 — 1965/66), «Локомотив» Москва (1966/67 — 1969/70), «Сатурн» Раменское (1969/70), «Кристалл» Саратов (1970/71 — 1972/73), «Днепроспецсталь» Запорожье (1972/73).
Хоккейный судья всесоюзной и международной категорий. В 1975—1988 годах работал на матчах высшей лиги СССР. Судил матчи чемпионата мира 1987, Олимпийских игр 1988.
Председатель Судейского комитета Межнациональной хоккейной лиги (1992—1993).